# یواس‌اس اینهانس (ای‌ام-۴۳۷)
یواس‌اس اینهانس (ای‌ام-۴۳۷) (به انگلیسی: USS Enhance (AM-437)) یک کشتی بود که طول آن ۱۷۲ فوت (۵۲ متر) بود. این کشتی در سال ۱۹۵۲ ساخته شد.